# Juditha Triumphans
Juditha triumphans devicta Holofernis barbarie, traducido como Judit triunfa sobre la barbarie de Holofernes, número RV 644 del catálogo Ryom, es un oratorio, subtitulado por su propio autor como “sagrado militar” (Sacrum militare oratorium), compuesto por Antonio Vivaldi en Venecia en el año 1716. El libreto fue escrito en latín por Giacomo Cassetti basándose en el Libro de Judit, apócrifo para hebreos y protestantes pero canónico para los católicos. Fue estrenado en noviembre de ese mismo año en el Ospedale della Pietà, institución para la que Vivaldi trabajó durante veinte años de su vida de forma discontinua encargándose de la instrucción musical de las huérfanas y de la composición de repertorio para sus habituales conciertos. Este hecho justifica dos de las características principales del oratorio: que todos los papeles estén destinados a mujeres y la abrumadora variedad tímbrica, ya que el compositor se valió de la rica colección instrumental que poseía el Ospedale.
Es el único oratorio de Antonio Vivaldi que ha llegado de forma completa hasta nuestros días, conservándose incompletos otros tres cuya música está perdida:
- La vittoria navale predetta dal Santo Pontifice Pio V Ghisilieri, RV 782 (Vicenza, ca. 1713).
- Moyses Deus pharaonis, RV 643 (Venecia, 1714).
- L’adorazione delli tre magi al bambino Gesù, RV 645 (Milán, 9 de enero de 1722).

Consta de 25 arias da capo, con frecuencia utilizando instrumento obligado, y cinco números de coro enlazados por sus respectivos recitativos y recitativos acompañados. Precisa de una plantilla vocal de cinco voces femeninas más el coro y una distribución orquestal extraordinariamente rica con instrumentos que no tomaban parte de manera habitual en óperas u oratorios como la mandolina o el chalumeau. El original que ha llegado hasta nosotros, descubierto en la década de 1920, no contiene la típica sinfonía inicial, lo que no significa que no la tuviera ya que era práctica habitual conservarla de forma independiente para poder reutilizarla en distintas situaciones si la ocasión lo requería.
El oratorio posee un importante trasfondo político que explota a conciencia, ya que fue escrita en homenaje a la victoria sobre los turcos tras una larga contienda entre Venecia y el Imperio Otomano y que finalizó con la firma de la denominada Paz de Passarowitz, en 1716. Este cariz militar explica, con independencia de la extraordinaria calidad de su música, el éxito sobresaliente que cosechó la obra en su estreno.
El manuscrito de la composición está preservado en los folios 209-302 bis del volumen Foà 28 de Turín. El frontispicio de la partitura con el título se ha perdido, al igual que la sinfonía inicial, como ya comentamos. Su primera representación en la época contemporánea corresponde al año 1939, en Siena, aunque luego cayó en el olvido casi otro medio siglo.

## Marco histórico:ospedaliy oratorio
Para hablar del oratorio en Venecia, es necesario referirse con anterioridad al marco donde se desarrollaron, esto es, el conjunto de los ospedali. Los ospedali eran hospitales u orfanatos donde se pretendía dar cobijo y educación a los más humildes. Aunque había organizaciones similares con anterioridad, su eclosión se produjo durante el siglo XVI, en parte debido al recrudecimiento de las condiciones de vida, las epidemias y las guerras, que provocaron un estrepitoso aumento del abandono infantil. Las comunidades eclesiásticas de cada región comenzaron a hacerse cargo de los más desfavorecidos desde instituciones caritativas creadas a tal efecto y a raíz de la llegada de la Contrarreforma se apostó por añadir un nuevo enfoque al hecho meramente humanitario. El clero cristiano optó por añadir educación de tipo cultural y profesional a los servicios de estos ospedali. De esta forma, los pensionistas no sólo se aseguraban la supervivencia mientras permanecían en las instituciones sino que encontraban una forma de garantizar el sustento al finalizar su estancia y retribuir a la comunidad de alguna forma la caridad recibida. Con todo, el fenómeno no fue exclusivo de Italia: el propio Johann Sebastian Bach, huérfano con apenas 10 años, recibió una formación musical de altísima calidad en el Mettenchor de Lüneburg, al norte de Alemania.
La aplicación del modelo del orfanato difirió en extensión y contenido según las ciudades. En Nápoles (cuyos cuatro hospicios pasaron a llamarse conservatorios, origen del actual término), sólo los niños eran aceptados y hasta la edad necesaria para ser admitidos como aprendices de algún oficio. La caridad en Venecia fue entendida desde un punto de vista muy amplio. Los cuatro ospedali, fundados entre los siglos XIV y XVI, acogieron a pobres, ancianos, enfermos de sífilis, leprosos, niños abandonados, indigentes, inválidos y una larga casuística de desheredados. El Ospedale di Santa Maria della Pietà, institución para la que fue compuesta el Juditha Triumphans, se fundó en 1346 en beneficio de niñas huérfanas, abandonadas o cuyos padres no pudieron hacerse cargo de ellas. Una vez admitidas, los maestros evaluaban las habilidades de cada alumna: si mostraban cualidades para la educación más elevada, pasaban a formar parte de las figlie di coro, y recibían una educación musical con las más altas garantías; en caso contrario, recaían en las figlie di comun, dedicadas a tareas domésticas, de naturaleza artesanal o se hacían cargo del cuidado de enfermos. La duración de la estancia en estos orfanatos era por lo general muy larga. Las chicas sólo lo abandonaban para casarse (con una dote costeada por el propio ospedale) o para tomar los hábitos. Era, pues, habitual que muchas mujeres pasaran su vida entre las paredes de un hospicio.
Una vez establecida la estructura, la forma oratorio aparece en Venecia bastante tarde, si se compara con el resto de ciudades de peso italianas musicalmente hablando. Lo hizo de la mano de la Congregación del Oratorio, que lo introdujo en su propia iglesia (Santa María de la Consolación), en la que se estableció en 1660. El cultivo del género del oratorio es una buena muestra de cómo las innovaciones eran rápidamente trasvasadas de unos a otros ospedali.

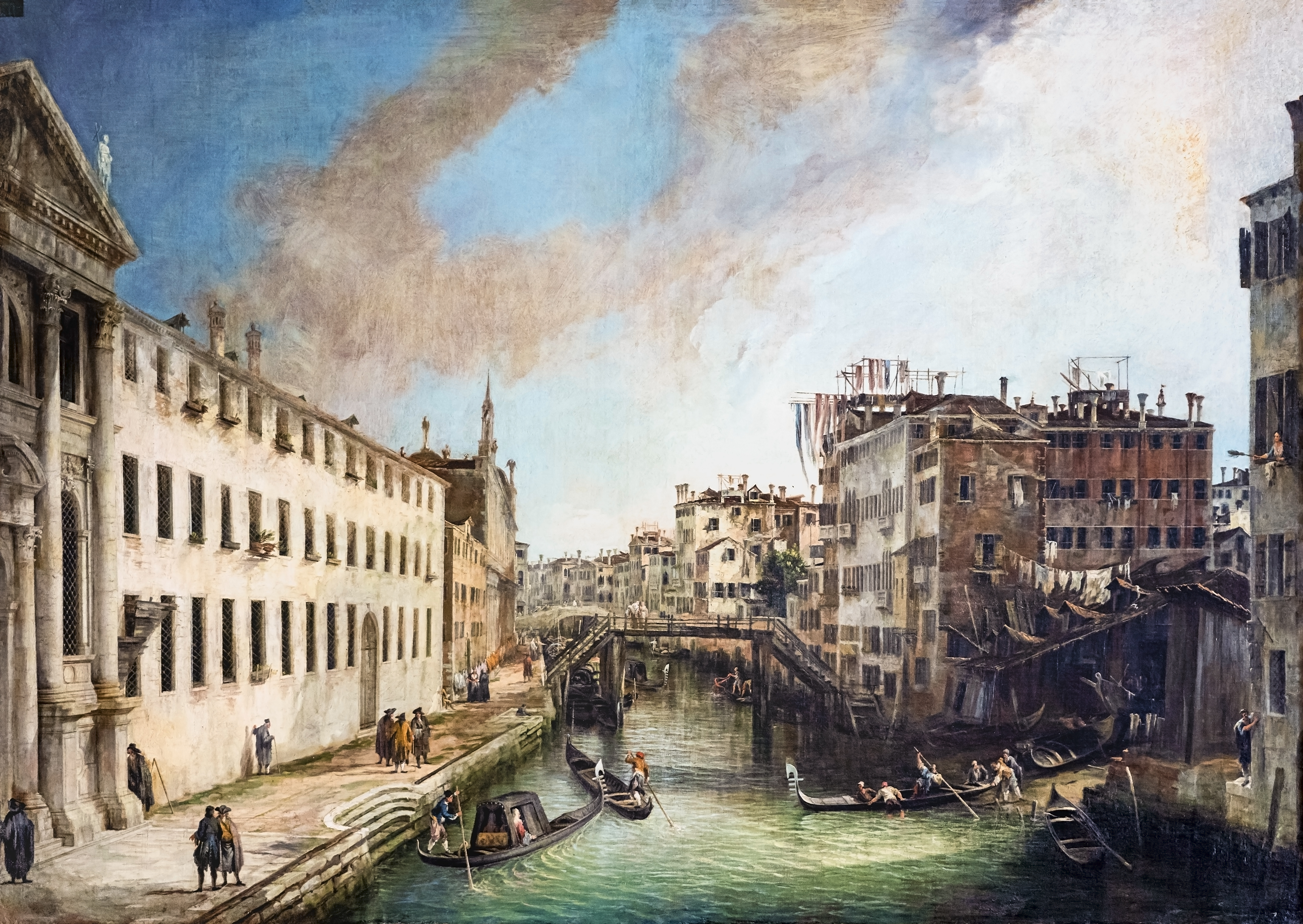
Vista pintada por Canaletto en 1723 del Río dei Mendicanti, en cuyos márgenes se encuentra el Ospedale Mendicanti.

Así, el Ospedale Mendicanti fue el pionero en estrenar uno dentro de la propia institución ('L’anima pentita', de compositor desconocido). En 1677 el Incurabili se unió a la moda y en 1694, la Pietà. El Ospedaletto tardó un poco más como consecuencia de la escasez de sus recursos: lo hizo en 1716 tras el nombramiento de Antonio Pollarolo como maestro di coro. Hasta 1690 eran en lengua vernácula, pero el Mendicanti puso en boga el oratorio latino cuando produjeron Davidis conversio, de cuyo autor no ha llegado noticia.
Las ventajas de la escritura latina eran muchas, más allá del aspecto propagandístico respecto a la propia Iglesia. En primer lugar, el latín era considerado más decoroso y aportaba mayor valor a la educación de las figlie di coro. En segundo, se abrían oportunidades de negocio para los literatos locales al componer en un idioma que la ópera no contemplaba ni comercializaba. En tercer y último lugar, el público deseado para las actuaciones en los ospedali era un público de recursos y alto nivel educativo, y la imagen proyectada desde ese punto de vista era inmejorable con las obras en latín: ningún extranjero perteneciente a la nobleza era ajeno a sus rudimentos. Recuérdese que, si bien la educación en los orfanatos era responsabilidad de las congregaciones religiosas, la institución en sí era de carácter laico, financiada con fondos privados de la nobleza. Tanto y tan rápido se extendió el oratorio latino que a partir de 1715 ningún ospedale utilizó de nuevo lenguas vernáculas hasta el final de la República.
El Ospedale de La Pietà no había despuntado en el terreno musical sino hasta la llegada de Francesco Gasparini a Venecia, arropado por el enorme éxito obtenido por su ópera Tiberio imperatore d’oriente, representada en el Teatro S. Angelo en 1702. Tal vez para asegurar ingresos que le permitieran dedicarse con cierta libertad a componer dramas, aceptó el cargo de maestro di coro de La Pietà, donde permaneció hasta 1714, cuando partió hacia Roma. La remuneración era modesta para un músico de su categoría (unos 200 ducados), pero le proporcionó estabilidad y compromisos que se circunscribían a la composición de piezas sacras para los oficios de Pascua y la Visitación. A su vez, a la institución del ospedale le reportaba una notoriedad esencial para los pensionistas de la institución, que vieron cómo mejoraba su estatus social y trascendencia al recibir las visitas del rey Federico IV de Dinamarca (1709), el Cardenal Ottoboni (1726) o el príncipe elector de Sajonia (1740), por poner tres ejemplos notables. Durante la estancia de Gasparini en la dirección musical, se estableció la costumbre de estrenar prácticamente un oratorio por año (Genus humanum, en 1706, o Moisè liberato dal Nilo, en 1713, entre los más destacados).
A su marcha, y al dejar vacante la plaza de maestro di coro, Vivaldi asumió el cargo de facto, aunque no de forma nominal. Contra todo lo que pudiera parecer, las desavenencias para redefinir el cargo vinieron por ambas partes. Por un lado, La Pietà quería un músico de renombre más implicado con la institución y que no tuviera que ausentarse de forma habitual por sus quehaceres ajenos (óperas, conciertos).

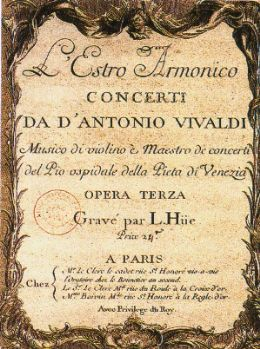
Portada de la obra L'Estro Armonico, de Antonio Vivaldi.

Por otra parte, desde que Vivaldi publicó L'Estro Armonico, su fama se había multiplicado exponencialmente y sus éxitos operísticos no hicieron más que avalar esta notoriedad. El contrato que venía manteniendo con la institución, el de maestro di violino o maestro de’ concerti, le permitía un alto grado de independencia, acceso a los admirables fondos instrumentales de La Pietà y responsabilidades bastante moderadas, con lo que Vivaldi tampoco se mostró especialmente interesado en conseguir el puesto de su predecesor. Circunstancias similares las vivió, por ejemplo, el Mendicanti con Baldassare Galuppi unos años más tarde. A los propios intereses de Vivaldi como figura pública se contraponía otro hecho ineludible en el Ospedale: el intento de mantener al mínimo la presencia masculina. Las más de las ocasiones las vacantes que provocaban los viejos maestros eran cubiertas por antiguas estudiantes que continuaban residiendo en la institución, de tal manera que la aportación de los hombres a la estructura se mantenía siempre en el mínimo necesario. Durante las cuatro primeras décadas del siglo XVIII, el máximo número de cargos reservados a hombres fue de 7 (profesores de violín, viola, violonchelo, flauta, oboe, canto y solfeo), rara vez de manera simultánea y añadiendo de forma intermitente dos operarios de mantenimiento para el órgano y el clave. El conjunto de la pensionistas asociados a La Pietà rondaba el millar de personas, con lo que puede hablarse, en realidad, de cifras ínfimas. Los años en los que Vivaldi no trabajó como maestro para ellos, su plaza la cubrieron profesores de otros instrumentos o antiguas alumnas, manteniendo el corte moral estricto de una entidad que siempre se negó a la coeducación.
Con todo, Vivaldi se comprometió a perpetuar en la medida de las posibilidades el oratorio anual de Gasparini, y en ese contexto nació el Juditha. La historia de Judith, sin ser del todo original, había sido adaptada en un número modesto de ocasiones (más tarde todo cambiaría tras el libreto de Pietro Metastasio de 1734, Betulia liberata), y el ambiente de exaltación veneciano tras la victoria (corta en el tiempo) frente a los turcos en Petrovaradin movía a realizar una obra con toda la épica posible. Los gastos en los que el Ospedale incurría al programar esta obra eran mínimos: los músicos y cantantes no recibían estipendio alguno, el compositor formaba parte del cuerpo docente, al ser un oratorio no precisaba de escenografía y no había que alquilar los servicios de instrumentistas para las intervenciones obligadas. Esto permitió que el espectáculo se ofreciera a cambio de la voluntad, y quedó a elección del feligrés su grado de colaboración. El nivel de latín de los asistentes a la representación hubo de ser alto, y aunque para Vivaldi no componer en lengua vernácula le pudo suponer algún problema (principalmente en los recitativos, donde la falta de musicalidad y distinta rítmica latina obligaba a mejorar la escritura del continuo), para los asistentes el uso del idioma estaba totalmente justificado.
El público que asistió a los conciertos de La Pietà en general y a la representación del Juditha en particular se vio altamente sorprendido por dos hechos:
- El gran nivel de calificación vocal de las cantantes.
- La enorme calidad de la orquesta, mejor que cualquiera de las habituales de los fosos de ópera.

No eran, en realidad, novedades. Aunque en ningún registro de las figlie di coro figure un profesor de canto, es inevitable pensar que dos maestros expertos en el arte de la ópera como Gasparini o Vivaldi bien pudieron hacerse cargo de este aspecto de la educación de las chicas. Recuérdese también que las protagonistas y el coro no tenían por qué estar conformados por muchachas jóvenes. Algunas de ellas eran mujeres que habían superado los cuarenta años de edad, solteras, y con un nivel musical y recursos interpretativos que bien habrían podido rivalizar con las de cualquier prima donna operística.
En cuanto a la orquesta, la sección de cuerdas estaba entrenada por Vivaldi, y para el desarrollo de los vientos Gasparini desempeñó un papel fundamental al solicitar con insistencia (y más tarde seleccionar) los mejores maestros de instrumentos de aliento.

## Instrumentación y reparto vocal
Su plantilla instrumental y vocal es la siguiente:
- violines primeros
- violines segundos
- violas
- bajos (violonchelos y contrabajos)
- 2 trompetas en Re
- timbales
- 2 flautas de pico contralto en Fa
- 2 oboes
- 2 clarinetes en Si bemol
- chalumeau soprano en Si bemol
- viola d'amore
- 4 tiorbas
- mandolina
- órgano
- 5 violas da gamba (2 soprano, 2 tenor, bajo)
- coro (soprano, contralto, tenor, bajo)

Gracias a una copia del libreto conservada en la biblioteca del Conservatorio Santa Cecilia de Roma, se saben los nombres de las cantantes que se hicieron cargo de los papeles protagonistas de la obra. Algunas de ellas ya figuraban en documentos anteriores como cantantes de otros oratorios (por ejemplo, la primera aria sustituida en la revisión del Magníficat en sol menor RV 610/611, de 1739, fue escrita para Apollonia).
| Personaje  | Tesitura  | Ámbito     | Reparto en el estreno |
| ---------- | --------- | ---------- | --------------------- |
| Juditha    | Contralto | do3 – mib4 | Caterina              |
| Holofernes | Contralto | do3 – mi4  | Apollonia             |
| Vagaus     | Soprano   | do3 – sol4 | Barbara               |
| Abra       | Contralto | re3 – mi4  | Silvia                |
| Ozias      | Contralto | do3 – re4  | Giulia                |

## Argumento
El rey asirio Nabucodonosor II envía un ejército contra Israel para exigir tributos no pagados. El ejército que manda el general Holofernes pone sitio a la ciudad de Betulia y está a punto de conquistarla. La joven viuda judía Juditha va al campamento asirio para implorar piedad. Holofernes se enamora de ella. Después de un rico banquete donde bebe mucho vino, se duerme. Juditha le corta la cabeza, huye del campo enemigo y vuelve victoriosa a Betulia.

## El libreto de Cassetti

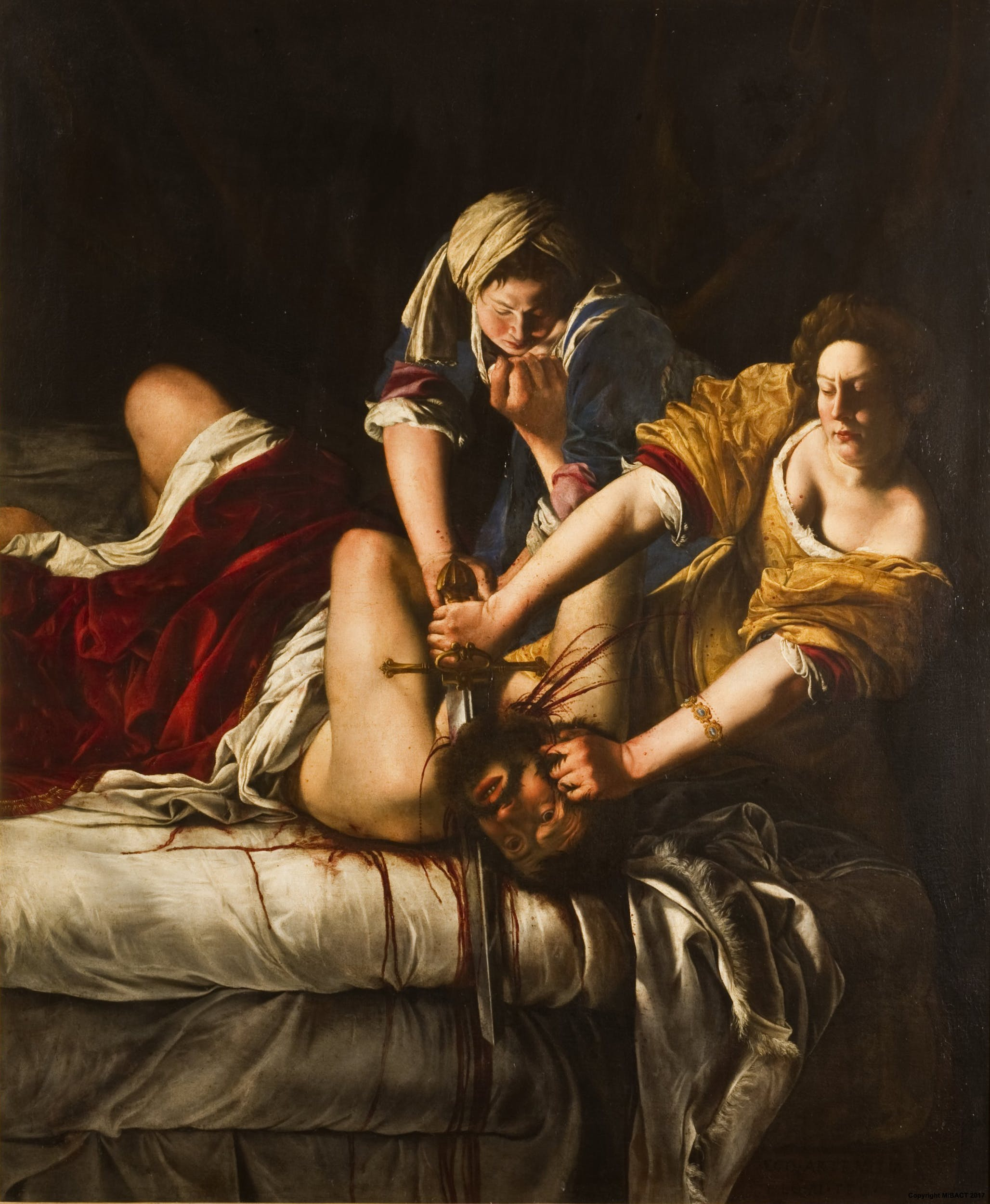
Judit decapitando a Holofernes, por Artemisia Gentileschi, Florencia.

## La música de Vivaldi

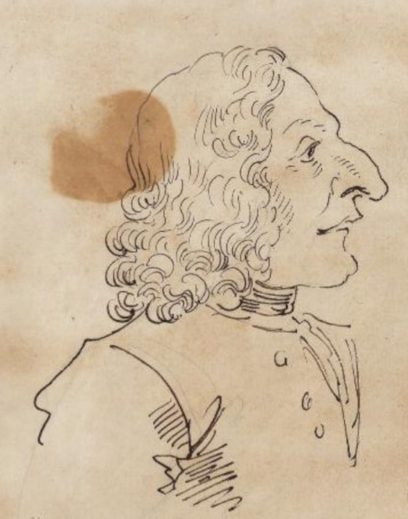
Caricatura de Vivaldi Il prete rosso de Pier Leone Ghezzi (1723)

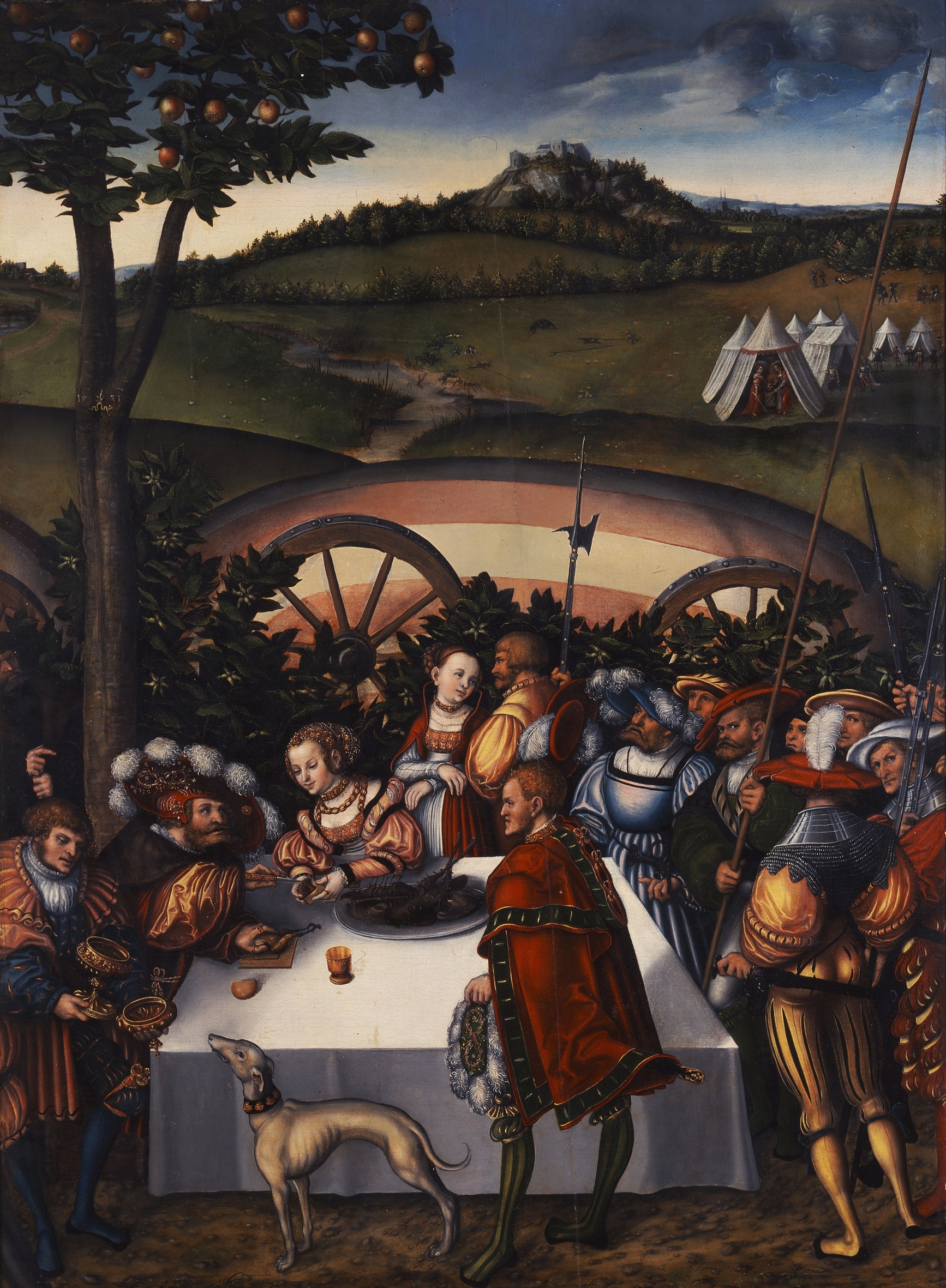
Judith a la mesa de Holofernes (óleo de Lucas Cranach el Viejo,)

## Connotaciones políticas: el Carmen Allegoricum

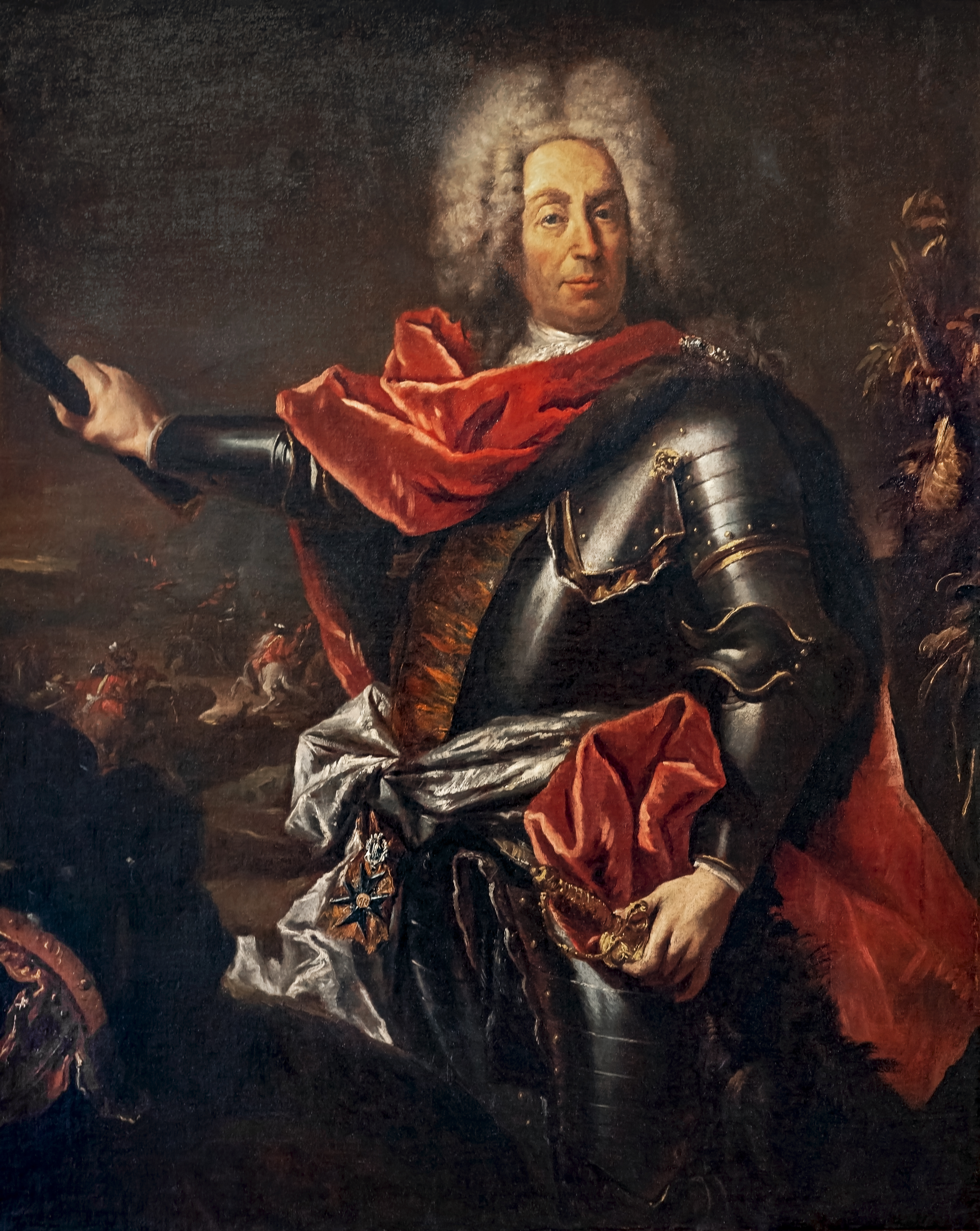
Johann Matthias von der Schulemburg, general prusiano al servicio de Sajonia. Óleo de Giovanni Antonio Guardi.